# Frank Lester

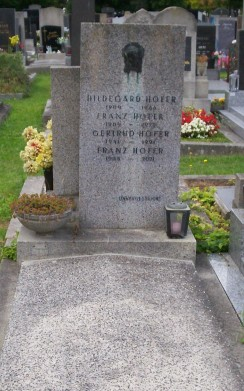
Grabstätte von Frank Lester

Frank Lester (* 16. August 1935 als Franz Ferdinand Anton Hofer; † 7. Februar 2021 in Wien) war ein österreichischer Radio- und Fernsehmoderator. 

## Leben
Frank Lester wurde als Franz Hofer geboren. Nachdem er in der Schauspielschule in Maria Stuart die Rolle des Lord Leicester übernahm, wurde er von seinen Kollegen mit diesem Spitznamen versehen.
Ab 1965 war er für den Österreichischen Rundfunk tätig, ab 1968 präsentierte er die Fernsehnachrichtensendung Zeit im Bild und moderierte Sportsendungen. 1977 wurde er Programmgestalter im ORF-Landesstudio Niederösterreich. In Sendungen wie Künstlerleben und Hereinspaziert führte er Interviews mit prominenten Persönlichkeiten wie Curd Jürgens und Peter Alexander.
Neben Hubert Wallner, Peter Meissner, Willy Kralik, Hannes Wolfsbauer und Jörg Schauberger zählte er unter Landesintendant Paul Twaroch in den Anfangsjahren der ab 1979 ausgestrahlten Sendung Radio 4/4 zum Moderatorenteam.
1996 ging er in Pension. Im Februar 2021 starb er im Alter von 85 Jahren in Wien. Er wurde am Kagraner Friedhof (Gruppe 2, Reihe 10, Nummer 88) bestattet.